# 運命論 (曲)
『運命論』（うんめいろん）は、GLAYの通算47枚目のシングル。2012年12月5日に発売。

## 解説
- 前作「Bible」以来7ヶ月振りのシングルである。
- 2012年3枚目のシングル。
- 同年以内に3枚のシングルリリースは2007年以来、約5年ぶりである。
- 長居スタジアムでのライブ『GLAY STADIUM LIVE 2012 THE SUITE ROOM in OSAKA NAGAI STADIUM Supported by glico』で発表された「GLAY 7 Surprises」の第一弾として、46thシングル「JUSTICE [from] GUILTY」と同時リリースされる（ライブDVD&Blu-ray『GLAY STADIUM LIVE 2012 THE SUITE ROOM IN OSAKA NAGAISTADIUM “7.28 SUPER WELCOME PARTY & 7.29 BIG SURPRISE PARTY”』も同時リリースである）。
- シングル2枚同時リリースは、「誘惑」と「SOUL LOVE」のリリース以来、およそ14年半ぶりとなる。
- JIROが作曲した曲では「G4・II -THE RED MOON-」を除けば初のA面曲である（CD媒体ではTAKURO以外による作曲のものは初である）。
- CD＋DVD盤盤とCD ONLY盤の2形態で発売。紙ジャケット仕様である。
- ジャケットのコンセプトはJIROによるもの。
- CMには、タレントの武井壮が出演しており、「GLAYの倒し方!?」と言うタイトルで製作された。オフィシャルによって、YouTubeにもアップされた[2][3]。
- 2012年12月17日に岩手県で、19日に福島県で行われたライブ、26日に行われた日本テレビ系「Music Lovers」の収録の来場者に「運命論 (Christmas Mix)」が収録されたCDが配布された。

## 収録曲
1. 運命論　（6分29秒）
  - 作詞：TAKURO / 作曲：JIRO / 編曲：GLAY / 弦編曲：SEIICHIRO NAGAI

日本テレビ系『スッキリ!!』2013年1月度テーマソング[4]。うたパス X au Exclusive Live企画テーマソング[5]。
公式サイトでは、人との繋がりをテーマに書かれた詞とその詞を深く包み込むようなメロディが直接心を打つヒューマンバラード。と紹介されている[6]。ミュージックビデオは今井"Lucy"淳也が制作。ドラムに、凛として時雨のピエール中野が参加している[7]。
JIROは本曲に関して、「自分の悩み、不安、見落としている小さな幸せなどを素直に書いてみた」と述べており、「GLAYらしいバラードと言うよりは、サッカー場や海外のフェスで盛り上がるようなアレンジになった。」と語っている[8]。
また、TAKUROは、JIROからデモをもらった時から非常に気に入っている曲と語っており[8]、歌詞は、子供でも分かるシンプルな言葉で構成できないかと思い、"おはよう"から"おやすみ"までの曲にしたと述べており、サビの部分は、ここ最近で一番松尾芭蕉的だと思っているとのこと[8]。
発売前に、RED RIBBON LIVE 2012にて、先行でアコースティック・バージョンが披露されており[9]、2013年1月20日、Music Loversでテレビ初披露された[10]。
2. 4 ROSES　（3分28秒）
  - 作詞・作曲：TAKURO / 編曲：GLAY & MASAHIDE SAKUMA

「だらしない自分」を歌ったスピードチューンで、うだつの上がらない毎日を描きつつ、“君じゃないものは誰もいらない”と力強く宣言[11] した歌詞となっている。
3. Route 5 Bayshore Line　（3分51秒）
  - 作詞・作曲：TAKURO / 編曲：GLAY & MASAHIDE SAKUMA

『GLAY LIVE 2012 THE SINGLE ROOM in Namba Hatch』及び『GLAY STADIUM LIVE 2012 THE SUITE ROOM in OSAKA NAGAI STADIUM Supported by glico』で先行披露された、阪神高速5号湾岸線をテーマにしたミディアムポップ。歌詞は、友人の彼女に抱く淡い恋心が描かれており、「FM802」や「USJ」といった大阪ならではの語句が登場する[11]。
TAKUROは本曲を書くに当たって、「関西のリアルなデートコースやドライブコースをリサーチした。」と語っている[12]。
11thアルバム「JUSTICE」には、長居スタジアムのライブ後にGLAY単独アレンジで録り直したアルバムバージョンで収録された[12]。本バージョンは、長居スタジアムのライブ前に録ったものである[12]。
4. 11thアルバム「JUSTICE」&12thアルバム「GUILTY」予告編　（4分05秒）
46thシングル「JUSTICE [from] GUILTY」収録のものと同一。HISASHIが編集を行っている。収録曲は順に「Red moon & Silver sun ～My Private "Jealousy"」「Bible」「ROUTE 5 BAYSHORE LINE」「冬の遊歩道」「gestalt」「傷だらけの太陽」「初恋を唄え」「真昼の月の静けさに」「華よ嵐よ」「PARADISE LOST」「WHO KILLED MY DIVA」「君にあえたら」。

### DVD （CD+DVD盤のみ）
- 「運命論」ミュージックビデオ
- 「運命論」ジャケット撮影メイキング
- 「運命論」ミュージックビデオ撮影メイキング
- 『GLAY STADIUM LIVE 2012 THE SUITE ROOM in OSAKA NAGAI STADIUM Supported by glico』ライブ映像「生きてく強さ」
- 『GLAY STADIUM LIVE 2012 THE SUITE ROOM in OSAKA NAGAI STADIUM Supported by glico』ダイジェスト映像

## 収録アルバム
運命論
- JUSTICE
- REVIEW 2.5
- DRIVE 2010〜2026 -GLAY complete BEST

Route 5 Bayshore Line
- JUSTICE (アルバムバージョン)

## 参加ミュージシャン
- MASAHIDE SAKUMA（M2, M3・キーボード）
- TOSHI NAGAI（M2, M3・ドラムス）
- SEIICHIRO NAGAI（M1・キーボード）
- PIERRE NAKANO（M1・ドラムス）
- CHIEKO KINBARA STRINGS（M1・ストリングス）

## スタッフ
レコーディング・ミキシング
Koniyoung (KURID INTERNATIONAL) (M1)
MASAHIDE SAKUMA & FUMIE NAKAZAKI (VITAMIN PUBLISHING INC.) (M2, M3)
マスタリング
STEPHEN MARCUSSEN at MARCUSSEN MASTERING STUDIOS
ミュージックビデオ監督
JUNYA"Lucy"IMAI (KANAMEDO)
メイキングビデオ監督
TETSUYA IWAGUCHI
ライブ映像監督
AKIRA MAEJIMA (FITZ ROY)